# Toxocara canis
Toxocara canis é uma espécie de nematódeo do gênero Toxocara comumente encontrado parasitando cães e outros canídeos. No homem pode causar toxocaríase: Larva migrans visceral e ocular. O parasita adulto habita o intestino delgado do hospedeiro e alimenta-se de substâncias líquidas do quimo.